# Lambitra
Lambitra is een bestuurslaag in het regentschap Aceh Besar van de provincie Atjeh, Indonesië. Lambitra telt 507 inwoners (volkstelling 2010).